# 马戈·开斯曼

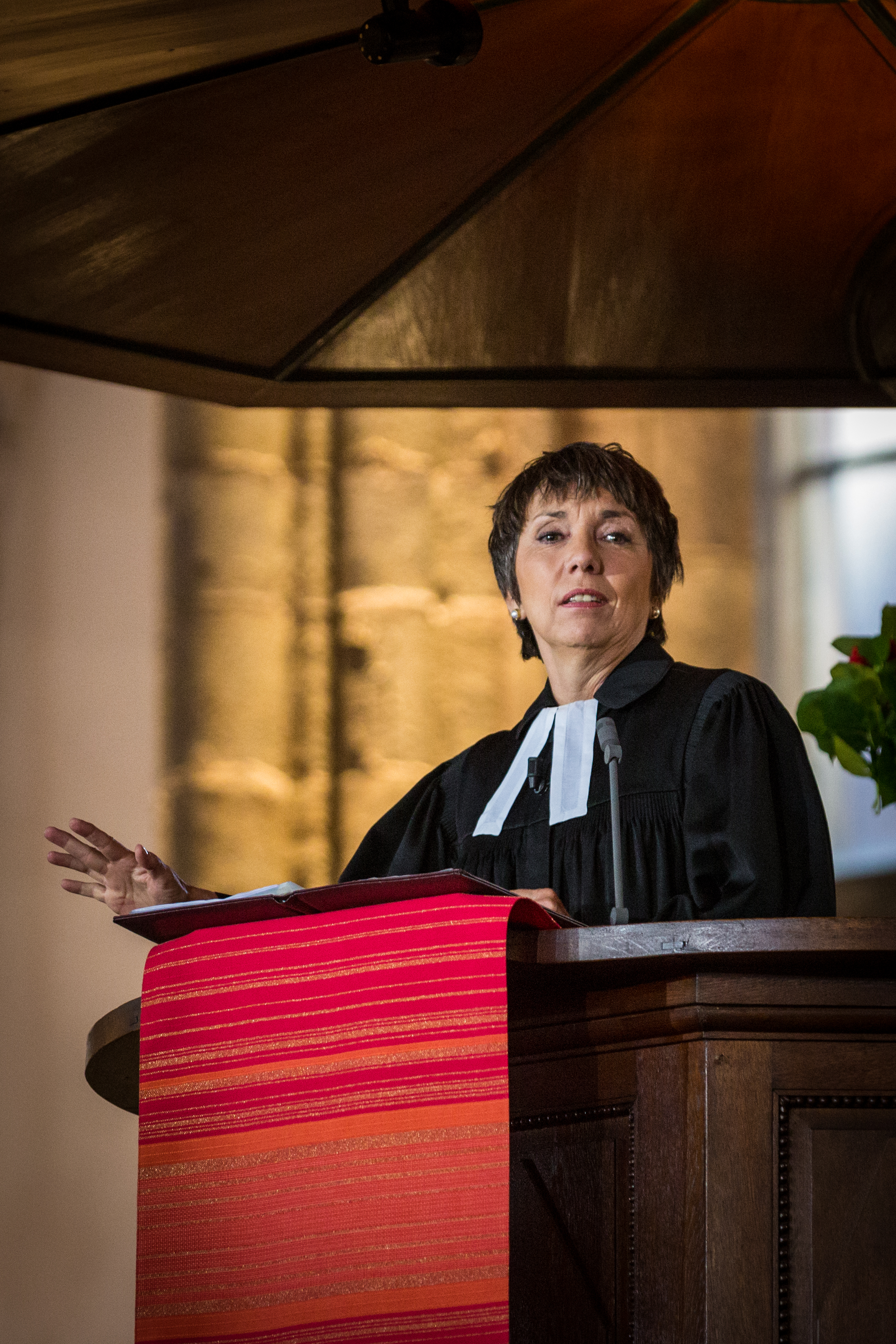
马戈·开斯曼 (2015)

马戈·开斯曼（德語：Margot Käßmann，1958年6月3日—），德国路德宗女神学家，汉诺威福音教会主教，2009年10月28日当选德国福音教会（EKD，Evangelische Kirche in Deutschland）理事会主席，该职务也被俗称为总主教。马戈·开斯曼是德国历史上第一位任该职务的女性，因此她也成为引人注目的公众人物。在德国有2400万福音派信徒。

## 家庭
马戈·开斯曼的父亲是汽车修理工，母亲是护士。她是家中三个女儿中的最小的一个。她于1981年结婚，嫁给Eckhard Käßmann牧师，并跟随他开始传教事业。她和Käßmann牧师有4个女儿（* 1982, * 1986, * 1986, * 1991）。2007年他们离婚了。开斯曼带着小女儿住在汉诺威。

## 酒后驾车事件
2010年2月20日23点左右，马戈·开斯曼开车闯红灯，被警察截获，之后被发现血液酒精浓度为千分之1.54，超过了德国法律规定的千分之1.10。德国舆论大哗。根據2010年2月24日的媒體報導，马戈·开斯曼因此事件辭去相關職務。。德国福音教会理事会副主席尼克劳斯·施耐德代理该会主席至2010年11月，届时进行新的选举。